# Alianza Rebelde
En el universo de ficción de la saga de películas de Star Wars, la Alianza Rebelde (oficialmente Alianza para Restaurar la República) es una fuerza armada clandestina que en la guerra civil galáctica se opone militarmente al Imperio Galáctico para disolverlo y restaurar el régimen político anterior: la República Galáctica.

## Historia
Poco antes de la creación del Imperio Galáctico, los senadores Mon Mothma, Bail Organa y Padmé Amidala, junto a otros senadores, presentaron la Petición de los 2000 a Palpatine para que este devolviera sus poderes especiales una vez acabaran las Guerras Clon. Sin embargo, el canciller ahora procamado como el Emperador no los escuchó, más bien a aquellos que no se sometían al mandato del Emperador eran considerados traidores al Imperio y encarcelados o ejecutados.
Múltiples planetas apoyaron fervientemente a la Alianza y la asistieron durante muchos años con todo tipo de requerimientos, pues compartían el mismo odio por la tiranía imperial. La Guerra Civil no fue nada bien para la Rebelión, aunque todo cambió en el momento en que un escuadrón rebelde llamado Rogue One robó los planos de la Estrella de la Muerte. Finalmente, la situación cambió cuando el joven granjero de Tatooine (Luke Skywalker) y sus dos amigos contrabandistas (Han Solo y Chewbacca) ingresaron en la Alianza rebelde, dándole un gran giro. Durante la Batalla de Yavin, Luke consiguió destruir la poderosa arma imperial, matando además a uno de los grandes líderes, el Gran Moff Wilhuff Tarkin que muere en la explosión al no escapar de la Estrella de la Muerte.
Los Líderes de la Alianza Rebelde por lo general eran bastante aguerridos y expertos militares o diplomáticos. Tal es el caso de Mon Mothma o la princesa Leia Organa, dos senadoras. O del General Jan Dodonna, General Crix Madine, Carlist Rieekan y otros.
Se decía que la Alianza contaba con los mejores pilotos de la Galaxia, entre ellos estaban: Jek Porkins, Wedge Antilles, Luke Skywalker, Garven Dreis, Biggs Darklighter, Dutch Vander entre otros. 
La Alianza, principalmente gracias al Escuadrón Rogue y a las grandes habilidades de varios generales (destacando Madine y Rieekan) obtuvieron múltiples victorias. Sin embargo, el Imperio seguía siendo muy superior: contaba con una flota más grande y poderosa, además de los casi invencibles súperdestructores. La única ventaja de la Alianza, los cazas Ala-X, fue también superada por el Imperio con los TIE Defensores. 
A pesar de los esfuerzos de la Rebelión, tenían pocas oportunidades contra el Imperio, sobre todo tras grandes derrotas como la de Hoth. No obstante, cuando el Gran Almirante Demetrius Zaarin inició una revuelta interna contra el Emperador, la flota imperial quedó diezmada, facilitando así la resistencia de la Rebelión.
Finalmente en Endor, lograron destruir la Segunda Estrella de la Muerte y se coronaron victoriosos en la guerra civil, acabando con el Emperador Palpatine y su reinado de terror. 
Tras triunfar en Endor, los Rebeldes crearon la Alianza de los Planetas Libres para, finalmente, fundar la Nueva República con la conquista de Coruscant.

## Personajes importantes

### Fundadores
- Senadora Mon Mothma
- Senador Bail Organa
- Senadora Padmé Amidala

#### Legends
- Aprendiz Sith Galen Marek a.k.a. Starkiller
- Capitana Juno Eclipse

### Figuras clave
- Senador Garm Bel Iblis
- Senadora Leia Organa
- General Han Solo
- Comandante Luke Skywalker
- Comandante Wedge Antilles
- Aprendiz Jedi Ahsoka Tano

#### Legends
- Maestro Jedi Rahm Kota

## Símbolo

Emblema de la familia Marek.

El símbolo de la alianza es el "Starbird", emblema de la familia Marek, que la Princesa Leia había escogido como "símbolo de esperanza" en honor de Galen Marek.

## Otros medios
En la serie de Disney XD Star Wars Rebels se muestra los orígenes de las primeras células rebeldes y la primera flota rebelde (aunque esta no sea la Alianza Rebelde). 
En la película antológica Rogue One: una historia de Star Wars se revelan los detalles del robo de los planos de la Estrella de la Muerte y la conformación de la Alianza Rebelde.
En los juegos Star Wars: The Force Unleashed se muestra el origen formal de la Alianza Rebelde y en la secuela Star Wars: The Force Unleashed II se muestra la primera batalla librada por la flota rebelde en el Planeta Kamino. 
En Lego Star Wars: Las nuevas crónicas de Yoda se muestran las aventuras de la Alianza Rebelde entre los episodios 4 y 5.